# Angela Piskernik
Angela Piskernik (Bad Eisenkappel, Carintia, 27 de agosto de 1886 - Liubliana, 23 de diciembre de 1967) fue una botánica y conservacionista austro-yugoslava.

## Biografía
Piskernik nació en Bad Eisenkappel, en el sur de Carintia, que permaneció con Austria tras la Primera Guerra Mundial, y se doctoró en Botánica por la Universidad de Viena. Entre sus profesores se encontraba Hans Molisch. Trabajó en el museo provincial de Liubliana y dio clases en varios institutos de enseñanza secundaria.
Como mujer eslovena con conciencia nacional, participó activamente en el plebiscito de Carintia y en un club de emigrantes. En 1943 fue encarcelada y detenida en el campo de concentración nazi de Ravensbrück. Se la menciona en la novela autobiográfica «Ángel del olvido», de la autora austriaca Maja Haderlap.
Después de 1945 fue nombrada directora del Museo de Historia Natural de Liubliana y trabajó en el servicio de conservación. En particular, se esforzó por renovar y proteger el Jardín Botánico Alpino de Juliana y el Parque Nacional de Triglav. Se inspiró en el conservacionista italiano Renzo Videsott.
En los años sesenta encabezó la delegación yugoslava de la Comisión Internacional para la Protección de los Alpes (CIPRA) y propuso un parque natural transnacional con Austria en los Alpes Savinja y Karavanke. Sin embargo, el parque bilateral nunca llegó a realizarse. Después, esta zona pasó a formar parte del Cinturón Verde Europeo. Murió en 1967 en Liubliana.
En 2019, Piskernik fue homenajeada con un sello conmemorativo emitido en Eslovenia.

## Obra
- Jugoslovansko-Avstrijski visokogorski park (predlog za zavarovanje), que contiene un resumen en inglés: Parque yugoslavo-austriaco de alta montaña (propuesta de protección) (1965), Varstvo narave 4, pp. 7-15